# Семендер
Семендер (Самандар) — багате хозарське місто, розташоване на східному Передкавказзі, найвірогідніше — на березі Каспійського моря.

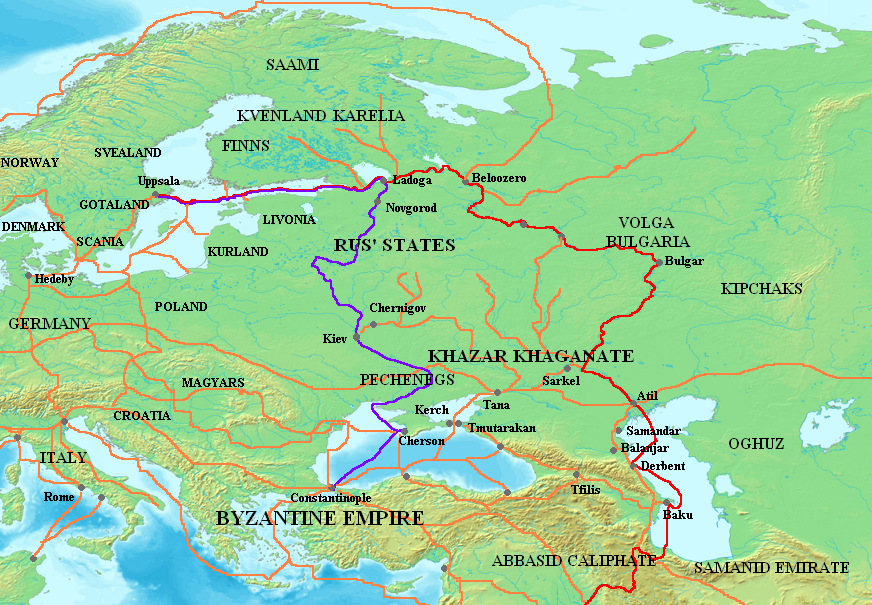

Приблизно в 720-730 роках — столиця Хозарського каганату. За А. П. Новосельцевим, «…друге з трьох найвідоміших міст Хозарії».
Існує кілька точок зору на походження (етимологію) назви, найімовірніша — «білий дім», «білий палац» (А. П. Новосельцев).
Згадується у середньовічних авторів: ал-Белазурі (ал-Баладзорі), ал-Куфі, Ібн Хордадбех, Ібн ал-Факіх, Аль Масуді та ін. Впевнено про Семендер говорять у зв'язку з походом арабського воєначальника ал-Джарраха. Своє політичне значення втрачає після походу Марвана 737 року.
У 960-х роках зруйноване військами Святослава Ігоревича.
Семендер локалізують:
1. з колишнім селищем Таркі, — тепер місцевістю у Совєтському районі Махачкали;
2. місцевістю біля Кизляра.

На думку деяких дослідників Семендером, за різних часів, могли називатися як перше, так й друге городища